# Pamela Matson
Pamela Anne Matson (1953) es una científica, y profesora estadounidense, decana de la Escuela de Ciencias de la Tierra, Universidad Stanford. Previamente, desarrolló actividades científicas en la NASA y en la Universidad de California en Berkeley. Sus títulos profesionales en la Universidad de Stanford son Chester Naramore Decana de la Escuela de Ciencias de la Tierra, y catedrática de "Richard & Rhoda Goldman Profesora de Estudios Ambientales". Matson es ganadora de las prestigiosas becas MacArthur, conocida también esa presea como "genius grant," y es considerada una "pionera en el campo de las ciencias ambientales." En 2011, fue nombrada miembro de la "Cátedra Einstein" de la Academia China de las Ciencias. Está casada con su colega el científico Peter Vitousek.

## Primeros años y educación
Pamela Matson creció en Hudson (Wisconsin). Estudió biología en la Universidad de Wisconsin-Eau Claire. Luego de graduarse Matson started a career that would center on environmental issues. She completed her M.S. from the School of Public and Environmental Affairs at the Indiana University, her PhD in Forest Ecology from Oregon State University, and did postdoctoral research at the University of North Carolina.

## Carrera
Su primer trabajo lo tuvo en la NASA Ames Research Center, donde estudió la atmósfera por encima de la selva amazónica con énfasis en el modo en que la deforestación y la polución afectan al ambiente. Después de su tiempo con la NASA, Matson se unió al Programa de Gestión de Políticas de Ciencia Ambiental de la Universidad de California en Berkeley, donde participó en el intento de promover una comunidad de académicos interesados en temas ambientales. Matson posteriormente se convirtió en la decano de la Facultad de Ciencias de la Tierra, en Stanford. Allí comenzó con mesas redondas de sostenibilidad, para unir a la gente en la discusión de temas ambientales. Matson fue seleccionada para las becas MacArthur, y en 1997 fue elegida "miembro" de la Asociación Estadounidense para el Avance de la Ciencia. En 2002, fue nombrada como miembro en Educación de pregrado en Stanford, de la "Universidad Burton y Deedee McMurtry". En su honor se nombró al "Laboratorio de Investigaciones Científicas Matson en Sostenibilidad" en Stanford, con su epónimo.

## Honores
- Galardón al Alumno Distinguido de la Oregon State University (1998)
- Becas MacArthur (1995–2000)
- Galardón al Alumno Distinguido de la University of Wisconsin-Eau Claire (1996)
- NASA Exceptional Service Medal (1993)

### Membresías
- Ames Associate (1992)
- American Academy of Arts and Sciences (1992)[1]
- United States National Academy of Sciences (1994)[9]
- Academia Nacional de Ciencias de Estados Unidos (1997)
- McMurtrey de Educación de pregrado